# 남팔리스 멘디
남팔리스 멘디(프랑스어: Nampalys Mendy, 1992년 6월 23일 ~ )은 리그 1 클럽 랑스에서 수비형 미드필더로 활약하는 세네갈의 프로 축구 선수이다. 프랑스에서 태어난 그는 세네갈 국가대표팀에서 뛰고 있다.
그의 작은 키, 단순한 분배, 그리고 믿을 수 있는 플레이 스타일 때문에, 멘디는 전 프랑스 국가대표인 클로드 마켈렐레와 비교되었다. 예를 들어, 모나코 클럽 스카우트인 디디에 크리스토프는 멘디를 마켈레의 "먹지 사본"이라고 불렀다. 멘디는 이집트를 상대로 세네갈의 2021년 아프리카 네이션스컵 결승전 승리에 기여했다.

## 구단 경력

### 초기 경력
2007년 6월, SC 툴롱을 떠난 멘디는 RC 툴롱의 축구팀에서 시범 경기를 했다. 모나코 스카우트 디디에 크리스토프에 따르면 툴롱 감독들은 멘디가 "숫자를 채우기 위해" 거기에 있었다고 말했다. 하지만, 크리스토프는 멘디가 훈련하는 것을 지켜보던 중, 선수의 지능과 경기에 대한 이해를 알아채고, 모나코 청소년 아카데미의 회장이었던 도미니크 비요타에게 그를 추천했다.

### 모나코
2010년 4월 27일, 멘디는 2013년 6월까지 모나코와 3년 계약에 합의하며 첫 프로 계약을 체결했다. 2010년 7월, 그는 시즌 전 훈련을 위해 기 라콤브 감독에 의해 1군에 소집되었고, 라콤브는 디에고 페레스, 니콜라 은쿨루, 박주영, 그리고 루크만 하루나와 같은 2010년 FIFA 월드컵에 참가했던 여러 선수들을 결장했다.
2010년 8월 7일, 멘디는 리옹과의 리그 개막전에서 프로 데뷔 전을 치렀다. 그는 90분 내내 뛰었고, 후반전에 옐로 카드를 받았다. 멘디는 2011년 8월 19일, 아미앵과의 경기에서 1-1로 비긴 70분만에 퇴장을 당하며 첫 레드 카드를 받았다.
2012-13년 시즌 동안, 멘디는 모나코가 리그 1로 다시 승격하는데 중요한 역할을 했다. 성공적인 시즌에도 불구하고, 멘디는 계약이 만료된 후 시즌이 끝날 때 모나코를 떠나기로 결정했다.

### 니스
멘디는 맨체스터 유나이티드와 아스널과 같은 팀들과 연결되었다. 맨체스터 유나이티드를 그의 "꿈의 클럽"이라고 불렀음에도 불구하고, 멘디는 그가 프랑스에 남아 있기를 원했기 때문에 잉글랜드 팀으로의 이적을 거절했다. 니스의 감독인 클로드 퓌엘과 약간의 긍정적인 대화를 나눈 후, 멘디는 자유 이적으로 니스에 합류하기로 결정했다.
멘디는 2013년 8월 17일, 스타드 렌와의 경기에서 데뷔 전을 치렀다. 주장 디디에 디가르가 2014-15년 시즌 말 자유 이적으로 레알 베티스로 떠났고, 새로운 주장 마티외 보드메가 부상을 당하면서 멘디는 주장으로 임명되었다.
멘디는 니스에서 세 시즌 동안 110경기에 출전했고, 2015-16년 시즌 리그 1에서 4위로 마무리하는 데 도움을 주었다. 그는 티아고 모타에 이어 두 번째로 높은 패스 수, 경기당 가장 많은 패스 수 (78개), 패스 정확도 (92%)를 기록했는데, 이는 파리 생제르맹 소속이 아닌 모든 선수 중 최고였다.

### 레스터 시티

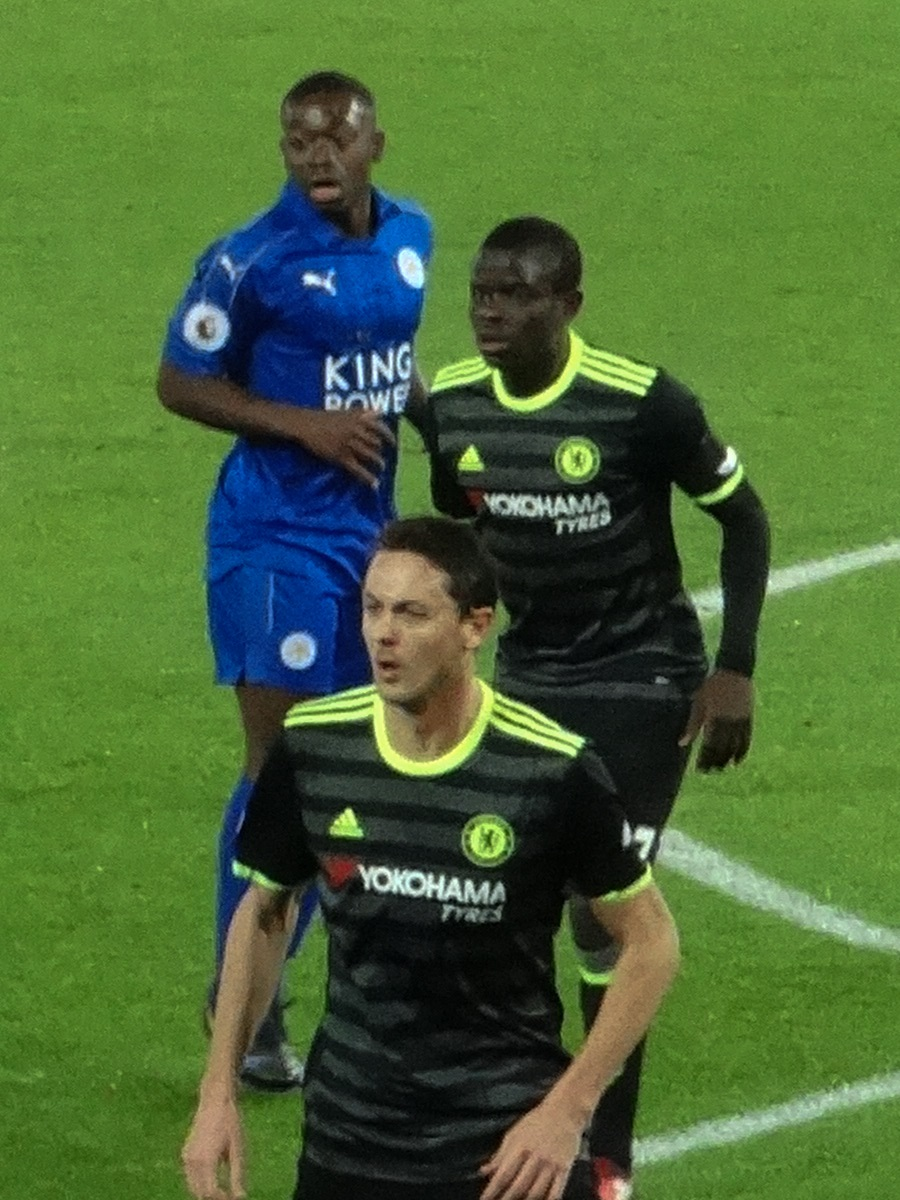
2017년 레스터 시티에서 뛰고 있는 멘디 (파란색)

2016년 7월 3일, 멘디는 모나코의 전 상사인 클라우디오 라니에리가 관리하는 잉글랜드 프리미어리그 챔피언 레스터 시티로 이적하여 당시 클럽 기록인 1,300만 파운드에 4년 계약을 체결했다. 이적 기록은 아흐메드 무사가 5일 후 1,600만 파운드에 레스터에 입단하면서 다시 깨졌고, 이슬람 슬리마니가 2,900만 파운드에 레스터에 입단하면서 두 달도 채 되지 않아 다시 깨졌다.
멘디는 8월 7일, 맨체스터 유나이티드와의 2016 FA 커뮤니티 실드 경기에서 첫 경기를 치렀고, 앤디 킹과 교체되어 63분에 출전했다. 그는 2016년 8월 20일, 아스널과의 홈 경기에서 리그 데뷔 전에서 발목 부상을 당했고, 53분에 교체되었다. 멘디는 3개월 이상 출전하지 못했고, 포르투와의 2016-17년 UEFA 챔피언스리그 조별 리그 경기에서 2016년 12월 7일까지 복귀하지 못했고, 전체 경기를 5-0으로 패배했다. 그는 결국 시즌에 단 4번의 리그 경기에 출전했다.
2017년 7월 31일, 멘디는 니스에 임대로 다시 합류했다.
2020년 8월 24일, 멘디는 구단과 2년 연장 계약을 체결했다.
2021년 9월 10일, 멘디는 2021-22년 시즌 레스터의 프리미어리그 최종 25인 명단에서 제외되었다. 그러나 2022년 1월 이적 시장 이후 선수단이 업데이트되면서 다시 포함되었다.
멘디는 2023년 2월 11일, 토트넘을 상대로 레스터에서의 첫 골을 기록했다.
2023년 6월 5일, 프리미어리그에서 강등되면서, 멘디와 다른 6명의 1군 선수들이 이달 말 계약이 만료되면 클럽을 떠날 것이라고 발표되었다.

### 랑스
2023년 9월 4일, 멘디는 리그 1의 랑스와 2년 계약을 맺고 자유계약선수로 이적했다.

## 국가대표팀 경력
멘디는 프랑스에서 태어났고 혈통은 세네갈 사람이다. 멘디는 전 프랑스 청소년 국가대표로 17세 이하, 18세 이하, 19세 이하에서 국가대표로 활약했다. U-17 국가대표팀에서 그는 필리프 베르제로 감독에 의해 2009년 UEFA U-17 축구 선수권 대회에 소집될 때까지 눈에 띄지 않았다. 멘디는 프랑스가 경기에서 이기지 못하고 탈락하면서 조별 리그 3경기에 모두 출전했다. 18세 이하 팀에서 그는 2009년 10월 29일, 덴마크와의 친선 경기에서 데뷔 전을 치렀다.
멘디는 처음에 2010년 8월에 U-19 국가대표팀에 소집되어 일본 센다이 컵에 참가했지만, 국내에서의 꾸준한 활약으로 인해, 모나코의 기 라콤브 감독은 베르제로를 대표팀의 영구적인 일원으로 만들어 달라고 설득했다. 그는 공식적으로 2011년 UEFA U-19 축구 선수권 대회 예선 전을 위해 U-19 국가대표팀에 소집되었다. 멘디는 산마리노와의 경기에서 팀에 데뷔하였고, 몬테네그로와 오스트리아와의 예선전 두 경기에 선발로 출전했는데, 프랑스가 두 경기를 모두 무패로 이겨서 라운드를 마쳤다.
2010년 11월 9일, 멘디는 U-19 국가대표팀과 U-20 국가대표팀의 일원으로 러시아와의 친선 경기를 위해 U-21 국가대표팀에 차출되었다.
2021년 3월, 멘디는 세네갈 국가대표팀에 처음으로 차출되었고, 콩고와의 경기에서 득점 없이 비겼다.
멘디는 카메룬에서 열린 2021년 아프리카 네이션스컵에 참가할 세네갈의 23인 명단에 이름을 올렸다. 세네갈 국가대표팀은 역사상 처음으로 대회에서 우승을 차지했고, 멘디는 아프리카 축구 연맹의 토너먼트 팀에 이름을 올렸다.
멘디는 카타르에서 열린 2022년 FIFA 월드컵에 참가할 세네갈 선수단의 일원이었고, 4경기에 모두 출전해 2002년 데뷔 이후 처음으로 16강에 진출했다.
2023년 12월, 그는 코트디부아르에서 열린 2023년 아프리카 네이션스컵에 참가할 세네갈 선수단에 이름을 올렸다.

## 사생활
멘디는 동료 축구 선수 바페팀비 고미스와 알렉상드르 멘디의 사촌이다.
그는 2021년 아프리카 네이션스컵에서 세네갈의 우승에 이어 세네갈의 대통령 마키 살에 의해 사자 훈장을 수여받았다.

## 플레이 스타일
멘디는 그의 회복력, 지능, 그리고 공의 좋은 분배로 유명한 수비형 미드필더이다. 그의 나이와 크기에도 불구하고, 멘디는 그의 성숙하고 건장한 플레이로 칭찬을 받아왔고, 전 프랑스 국가대표 클로드 마켈렐레와 비교할 만하다.

## 수상

### 구단
모나코
- 리그 2 : 2012–13[51]

 레스터 시티
- FA 컵 : 2020–21[52]

### 국가대표팀
세네갈
- 아프리카 네이션스컵 : (2021)[53]